# Fanny Fischer
Fanny Fischer (ur. 7 września 1986 w Poczdamie) – niemiecka kajakarka, mistrzyni olimpijska, trzykrotna mistrzyni świata.
Mistrzyni igrzysk olimpijskich w Pekinie w 2008 roku w konkurencji K-4 (razem z Nicole Reinhardt, Katrin Wagner-Augustin i Conny Waßmuth) oraz zdobywczyni czwartego miejsca w K-2 na dystansach 500 m. Jest dziewięciokrotną medalistką mistrzostw świata w konkurencji kajaków, w tym trzykrotną mistrzynią.